# 游学诚
游学诚（1855年2月8日—1925年10月30日），字悟庵，晚年号负极老人，福建霞浦人，清末民初霞浦县教育人物，光绪辛卯举人。

## 生平
游学诚的父亲游宝荣早逝，学诚幼时寄养就读于福州外祖母甘氏家中，15岁就开始教书赡养母亲。回到霞浦定居后任近圣书院山长，光绪二十八年（1902年）近圣书院与温麻艺塾合并为宁郡中学堂，游学诚任首任监督（时任总监督李增霨），新学堂教员缺失时兼任教算术、历史、地理、绘画等，后专任国文教员。
辛亥革命后兴办女子学校，校舍失火后游学诚亲率在读女学生并入福建省立第三中学，开闽东男女合校之先河。
1925年冬至前一天，游学诚病逝，享年70岁。

## 身后
霞浦县为游学诚治丧时，全县中小学生都参加了送殡。2005年，游学诚的故居炳烛斋以其女游寿的故居的名义列为霞浦县级文物点；2020年，其墓葬以游氏祖墓的名义列为第九批霞浦县文物保护单位。

## 轶事
- 游学诚曾嘲讽李拔主修的福宁府志“全无考实，祗以空言点缀，题刻诸迹，亦皆假手他人”。[1]
- 辛亥革命后要求剪发，有富家子弟剪发后回家引起父亲恼怒，其父到游学诚处投诉，见游学诚已经剪发，只得无言离开。[1]

## 家庭
曾祖父游光繹为乾隆庚子进士，嘉庆四年任陝西道監察御史。祖父游大琛是道光丙戌进士，曾任山西长子县令，大琛弟游大廉是道光庚子举人。女儿是中华人民共和国著名学者游寿。